# Žarko Puhovski

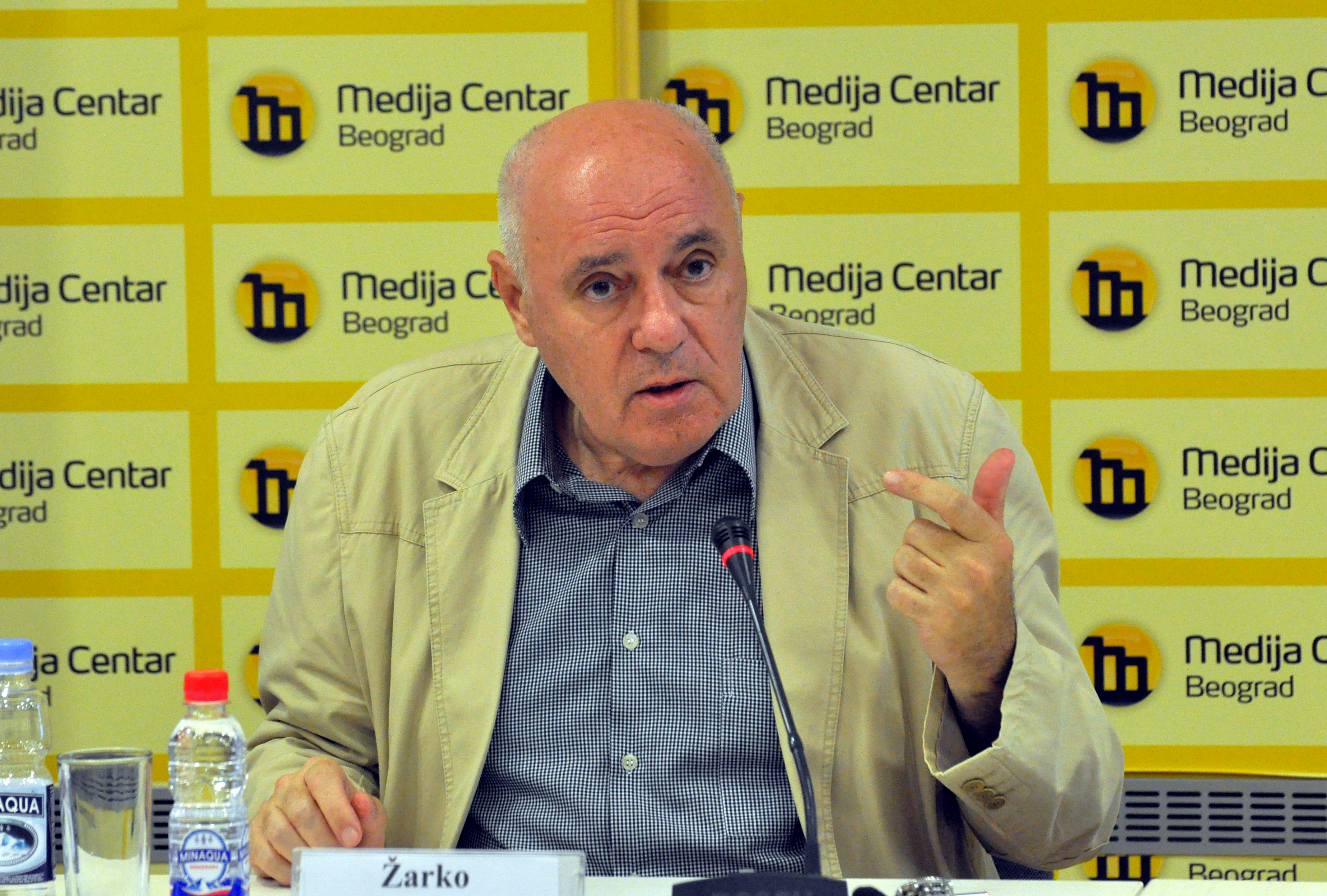
Žarko Puhovski, 2018

Žarko Puhovski (* 15. Dezember 1946 in Zagreb) ist Professor für Politische Philosophie an der Universität Zagreb.

## Leben
Žarko Puhovski studierte an der Universität Zagreb Physik und Politikwissenschaft und in Frankfurt Philosophie. Er war 1973/74 Assistent an der Universität Zagreb und gehörte zur Praxis-Gruppe. Seit 1975 ist er Professor für Politikwissenschaft (Schwerpunkt: Politische Philosophie) an der Universität Zagreb.
1988 gehörte er zu den Gründern der ersten unabhängigen politischen Organisation Jugoslawiens, der Udruženje za jugoslovensku demokratsku inicijativu (UJDI, Vereinigung für eine jugoslawische demokratische Initiative). Von 2000 bis 2007 war er Präsident des kroatischen Helsinki-Komitees für Menschenrechte.

## Werke
- Povijest i revolucija (Geschichte und Revolution), 1980
- Um i društvenost. Filozofija politike "Frankfurtske škole" od 1932 do 1945, 1989 (ISBN 86-301-0153-9)
- Marcuses Entdeckung des "realen Sozialismus", in: Kritik und Utopie im Werk von Herbert Marcuse, hrsg. v. Institut für Sozialforschung, 1992, S. 101–109 (ISBN 3-518-28637-4)
- Politics and economics of transition, 1993
- Normality on the way. Post-war Croatia at the cross roads, in: At the crossroads. Disaster or Normalization? The Yugoslav successor states in the 1990s, hrsg. v. Valeria Heuberger, 1999 (ISBN 3-631-33091-X), S. 15–22
- Die Masse geht einher mit einem totalitären Konzept (Interview) in: »1968« in Jugoslawien. Studentenproteste und kulturelle Avantgarde zwischen 1960 und 1975. Gespräche und Dokumente, hrsg. von Boris Kanzleiter und Krunoslav Stojaković, 2008 (ISBN 978-3-8012-4179-7), S. 85–91